# Mahawoa
Mahawoa es un género monotípico de fanerógamas de la familia Apocynaceae. Contiene una única especie: Mahawoa montana Schltr.. Es originaria del sudeste de Asia en Indonesia y Célebes donde se encuentra en los bosques a 1200 metros.
Probablemente sea un sinónimo de Graphistemma Champ. Ex Benth. & Hook.f.,  Holostemma R.Br., o Cynanchum L.,  pero la especie tipo se ha perdido y no se ha encontrado otro espécimen.

## Descripción
Es una enredadera con láminas foliares herbáceas de 4.5-7 cm de largo, 1.8-3.5 cm de ancho, ovadas o elípticas, basalmente redondeadas y el ápice acuminado, adaxial como abaxialmente escasamente hirsutas.
Las inflorescencias son extra-axilares, solitarias,  con pocas flores , laxa.

## Taxonomía
Mahawoa montana fue descrito por Rudolf Schlechter y publicado en Beihefte zum Botanischen Centralblatt 34(2): 2–3. 1916.